# Малый Мый
Малый Мый — река в России, протекает в Гайнском районе Пермского края. Устье реки находится в 11 км по левому берегу реки Большой Мый. Длина реки составляет 23 км.
Исток реки на Северных Увалах на границе с Республикой Коми. Река течёт на северо-восток, затем поворачивает на юго-восток. Всё течение проходит по ненаселённому, заболоченному лесному массиву. Впадает в Большой Мый в 10 км к юго-западу от посёлка Усть-Чёрная (центр Усть-Черновского сельского поселения).

## Данные водного реестра
По данным государственного водного реестра России относится к Камскому бассейновому округу, водохозяйственный участок реки — Кама от истока до водомерного поста у села Бондюг, речной подбассейн реки — бассейны притоков Камы до впадения Белой. Речной бассейн реки — Кама.
По данным геоинформационной системы водохозяйственного районирования территории РФ, подготовленной Федеральным агентством водных ресурсов:
- Код водного объекта в государственном водном реестре — 10010100112111100001730
- Код по гидрологической изученности (ГИ) — 111100173
- Код бассейна — 10.01.01.001
- Номер тома по ГИ — 11
- Выпуск по ГИ — 1